# Dúzs
Dúzs  (németül: Duschau) község Tolna vármegyében, a Tamási járásban.

## Fekvése
A Tolnai-Hegyhátnak a Kapos völgyére ereszkedő részén található. Központján a Hőgyész–Dombóvár közötti 6532-es út húzódik végig, de a közigazgatási területének keleti szélét érinti a Hőgyész-Mucsi közti 65 157-es számú mellékút is.
A településen áthalad a (Budapest–) Pusztaszabolcs–Pécs-vasútvonal, melynek egy megállási pontja van itt, Dúzs megállóhely.

## Története
A törökök kiűzése után sokáig, még az 1730-as években is lakatlan volt, csak a következő évtizedben telepítették be németekkel.

## Közélete

### Polgármesterei
- 1990–1994: Sudár Mátyás (független)[4]
- 1994–1998: László Zoltánné (független)[5]
- 1998–1999: Goráci Józsefné (független)[6]
- 2000–2002: Ignácz István (független)[7][8]
- 2002–2006: Ignácz István (független)[9]
- 2006–2010: Ignácz István (független)[10]
- 2010–2014: Ignácz István (független)[11]
- 2014–2015: Ignácz István (független)[12]
- 2015–2019: János Mariann (független)[13]
- 2019–2024: Kerekes József (független)[14]
- 2024– : Ignáczné Anczló Adrienn Zsuzsanna (független)[1]

A településen 2000. február 27-én időközi polgármester-választást kellett tartani, az előző polgármester lemondása miatt.
2015-ben két időközi polgármester-választást is kellett tartani a településen. Az első választást – aminek oka a korábbi polgármester lemondása volt – 2015. augusztus 2-ára tűzték ki, de az eredménytelenül zárult, mert az első helyen szavazategyenlőség alakult ki: a három induló közül János Mariann és Ignácz Imre is 62-62 voksot szerzett meg a 145 érvényes szavazatból. Az emiatt szükségessé vált újabb időközi választáson, amit november 22-én tartottak meg, János Mariann már csak egyedüli jelöltként indult el, így ő lett a község polgármestere.

## Népesség
A település népességének változása:
| Lakosok száma | 258  | 254  | 252  | 231  | 227  | 224  | 218  |
|               | 2013 | 2014 | 2015 | 2021 | 2022 | 2023 | 2024 |

A 2011-es népszámlálás során a lakosok 96,9%-a magyarnak, 8,7% cigánynak, 3,5% németnek mondta magát (3,1% nem nyilatkozott; a kettős identitások miatt a végösszeg nagyobb lehet 100%-nál). A vallási megoszlás a következő volt: római katolikus 55,1%, református 1,6%, evangélikus 0,4%, görögkatolikus 0,4%, felekezeten kívüli 26,8% (13,4% nem nyilatkozott).
2022-ben a lakosság 89,9%-a vallotta magát magyarnak, 3,1% cigánynak, 2,2% németnek, 0,9% egyéb, nem hazai nemzetiségűnek (10,1% nem nyilatkozott; a kettős identitások miatt a végösszeg nagyobb lehet 100%-nál). Vallásuk szerint 34,8% volt római katolikus, 0,4% református, 0,4% evangélikus, 0,4% görög katolikus, 3,1% egyéb katolikus, 7,9% felekezeten kívüli (52,9% nem válaszolt).

## Nevezetességei
A valaha a községhez, ma Hőgyészhez tartozó dúzsi erdőben termett a II. világháború előtt a leghíresebb magyar trófea. Zichy Rubido Iván, Apponyi Géza hőgyészi birtokos veje 1929 őszén ejtette el a rendkívüli terpesztése miatt magyar ökörnek elkeresztelt szarvast. A több nagydíjat és aranyérmet nyert, 10,60 kg tömegű, 214 Nadler pontot érő trófeát ma a Természettudományi Múzeum őrzi.